# Gmina Sønderborg
Gmina Sønderborg (duń. Sønderborg Kommune) – gmina w Danii w regionie Dania Południowa.
Gmina powstała w 2007 roku na mocy reformy administracyjnej z połączenia gmin Augustenborg, Broager, Gråsten, Nordborg, Sønderborg (starej), Sundeved i Sydals.
Siedzibą władz gminy jest miasto Sønderborg.